# Pinjong

En pinjong (det runda kuggdrevet) som driver en kuggstång.

Pinjong kallas ofta det kugghjul som för över vridmomentet från motor/växellåda till krondrevet i differentialväxeln, en speciell vinkelväxel. 
Pinjong kommer av franskans pignon (och spanskans piñon, m.fl. språk), vilket betyder kugghjul i allmänhet, och används så.
Pinjong används ibland även speciellt om ett mindre kugghjul i växelkonstruktioner.